# 해광사 선원제전집도서
해광사 선원제전집도서(海光寺 禪源諸詮集都序)는 부산광역시 기장군 기장읍, 해광사에 있는 조선시대의 불경이다. 2012년 10월 30일 부산광역시의 유형문화재 제117호로 지정되었다.

## 개요
《선원제전집도서는 중국 화엄종의 제5조인 규봉 종밀(圭峰宗密, 당, 780-841)의 만년작으로 자신의 《선원제전집》 101권에 대하여 서문을 지은 것이다. 《선원제전집》은 현재 전해지지 않기 때문에 《선원제전집도서》를 통해 《선원제전집》의 내용을 짐작할 수 있다.
우리나라에 《선원제전집도서》가 언제 전래되었는지 확실하지 않으나, 벽암각성(碧岩覺惺, 1575~1660)이 《선원제전집도서》의 주석서인 《선원제전집도중결의》(禪源諸詮集圖中決疑) 1권을 저술한 것으로 보아 벽암 이전에 수입된 것으로 보인다.
《선원제전집도서》는 우리나라의 선교겸수(禪敎兼修) 정신과 잘 어울려 중국에 못지않게 우리나라에서도 크게 유통되어, 조선 중기 이후 전통적인 전문 강원에서 이수해야 하는 과목 중 사집과(四集科)의 한 과목으로 학습되어 왔다.
해광사에서 소장하고 있는 《선원제전집도서》는 1579년에 간행된 지리산 신흥사판본으로 영도 복천사에서 소장하고 있는 《선원제전집도서》(부산광역시지정 유형문화재 제66호) 판본과 동일한 판본이다.
이 책은 우리나라에 전래된 《선원제전집도서》의 초기 형태를 보여주는 것으로 우리나라 불교사 연구에 중요한 자료가 될 뿐 아니라, 간행연대가 임진왜란 이전으로 오래되어 서지학적으로도 매우 귀중한 자료이다.

## 같이 보기
- 해광사

## 참고 자료
- 해광사 선원제전집도서 - 국가유산청 국가유산포털